# Gerd Gradwohl
Gerd Gradwohl, född 16 januari 1960 i Kempten, Tyskland, är en synskadad tysk alpin skidåkare. Han föddes närsynt och med astigmatism, men blev 1996 helt blind på grund av makuladegeneration. Till yrket är han fysioterapeut. 2017 gav han ut boken Faszien verstehen, som handlar om fysioterapi.
Gradwohl fick en guldmedalj och en bronsmedalj i Paralympiska vinterspelen 2006 - Alpin utförsåkning.
I Paralympiska vinterspelen 2010 i Kanada fick Gradwohl en bronsmedalj i störtlopp.

## Vinster
- Paralympiska vinterspelen 2006  
  - Guld, utförsåkning synskadade
  - Brons, slalom synskadade

- Paralympiska vinterspelen 2010
  - Brons, störtlopp synskadade